# Filip (comandant dels elefants)
Filip (en llatí Philippus, en grec antic Φίλιππος), era un militar i amic del rei selèucida Antíoc III el Gran.
Va tenir el càrrec de comandant dels elefants o magister elephantorum, un títol d'alt rang a la cort del rei. En aquesta condició va participar en la batalla de Rafah entre Antíoc i Ptolemeu IV Filopàtor l'any 217 aC i a la batalla de Magnèsia contra els romans, dirigits per Luci Corneli Escipió i el seu germà Publi Cornli Escipió Africà l'any 190 aC, segons diuen Titus Livi i Appià.